# Хуан Августін Урікоечеа Наварро
Хуан Августін Урікоечеа Наварро (ісп. Juan Agustín Uricoechea Navarro; 28 серпня 1824 — 11 вересня 1883) — колумбійський правник і політик, виконував обов'язки президента Сполучених Штатів Колумбії від 1864 року за відсутності Томаса Сіпріано де Москери.

## Біографія
Народився 1824 року в Боготі. Здобував освіту в Вищому коледжі Нуестра-Сеньйора-дель-Росаріо, 1842 року отримавши ступінь доктора політичних наук.
Викладав в альма-матер, був там професором, заступником ректора й ректором. Кілька разів обирався до Палати представників і Сенату. 1863 року як делегат від Боготи брав участь у Конвенції Ріонегро, де було ухвалено конституцію 1863 року, відповідно до якої країну було переформовано на Сполучені Штати Колумбії.
В 1861—1864 та 1867 року займав пост генерального прокурора країни. У той період виконував обов'язки глави держави, коли президент Москера був змушений особисто вирушити на війну з Еквадором.
Також був послом у Франції, Великій Британії та США.